# RasenBallsport Leipzig 2022-2023
Questa voce raccoglie le informazioni riguardanti il RasenBallsport Leipzig nelle competizioni ufficiali della stagione 2022-2023.

## Maglie e sponsor
Lo sponsor tecnico per la stagione 2022-2023 è Nike.
| Casa | Trasferta |

## Rosa
Aggiornata al 17 aprile 2023 
| N. |                       | Ruolo | Calciatore         |
| -- | --------------------- | ----- | ------------------ |
| 1  | Ungheria (bandiera)   | P     | Péter Gulácsi      |
| 2  | Francia (bandiera)    | D     | Mohamed Simakan    |
| 4  | Ungheria (bandiera)   | D     | Willi Orbán        |
| 7  | Spagna (bandiera)     | C     | Dani Olmo          |
| 8  | Mali (bandiera)       | C     | Amadou Haidara     |
| 9  | Danimarca (bandiera)  | A     | Yussuf Poulsen     |
| 10 | Svezia (bandiera)     | C     | Emil Forsberg      |
| 11 | Germania (bandiera)   | A     | Timo Werner        |
| 13 | Norvegia (bandiera)   | P     | Ørjan Nyland       |
| 16 | Germania (bandiera)   | D     | Lukas Klostermann  |
| 17 | Ungheria (bandiera)   | C     | Dominik Szoboszlai |
| 18 | Francia (bandiera)    | C     | Christopher Nkunku |
| 19 | Portogallo (bandiera) | A     | André Silva        |

| N. |                        | Ruolo | Calciatore         |
| -- | ---------------------- | ----- | ------------------ |
| 21 | Germania (bandiera)    | A     | Janis Blaswich     |
| 22 | Germania (bandiera)    | D     | David Raum         |
| 23 | Germania (bandiera)    | D     | Marcel Halstenberg |
| 24 | Austria (bandiera)     | C     | Xaver Schlager     |
| 25 | Germania (bandiera)    | D     | Sanoussy Ba        |
| 27 | Austria (bandiera)     | C     | Konrad Laimer      |
| 28 | Stati Uniti (bandiera) | D     | Caden Clark        |
| 32 | Croazia (bandiera)     | D     | Joško Gvardiol     |
| 34 | Germania (bandiera)    | P     | Jonas Nickisch     |
| 36 | Germania (bandiera)    | P     | Timo Schlieck      |
| 37 | Senegal (bandiera)     | D     | Abdou Diallo       |
| 39 | Germania (bandiera)    | D     | Benjamin Henrichs  |
| 44 | Slovenia (bandiera)    | C     | Kevin Kampl        |

## Calciomercato

### Sessione estiva[1]
| Acquisti | Acquisti       | Acquisti            | Acquisti                  |
| R.       | Nome           | da                  | Modalità                  |
| -------- | -------------- | ------------------- | ------------------------- |
| D        | David Raum     | Hoffenheim          | definitivo (26 milioni €) |
| A        | Timo Werner    | Chelsea             | definitivo (20 milioni €) |
| C        | Xaver Schlager | Wolfsburg           | definitivo (12 milioni €) |
| D        | Abdou Diallo   | Paris Saint-Germain | prestito (1,5 milioni €)  |
| P        | Janis Blaswich | Heracles Almelo     | gratuito                  |
| P        | Ørjan Nyland   | Svincolato          | gratuito                  |

| Cessioni         | Cessioni          | Cessioni            | Cessioni                     |
| R.               | Nome              | a                   | Modalità                     |
| ---------------- | ----------------- | ------------------- | ---------------------------- |
| C                | Tyler Adams       | Leeds Utd           | definitivo (17 milioni €)    |
| A                | Hwang Hee-chan    | Wolverhampton       | definitivo (16,7 milioni €)  |
| A                | Brian Brobbey     | Ajax                | definitivo (16,35 milioni €) |
| D                | Nordi Mukiele     | Paris Saint-Germain | definitivo (12 milioni €)    |
| A                | Ademola Lookman   | Atalanta            | definitivo (9,2 milioni €)   |
| A                | Alexander Sørloth | Real Sociedad       | prestito (1,5 milioni €)     |
| C                | Eric Martel       | Colonia             | definitivo (1,2 milioni €)   |
| C                | Noah Ohio         | Standard Liegi      | definitivo (1,2 milioni €)   |
| C                | Tom Krauß         | Schalke 04          | prestito (600 mila €)        |
| D                | Angeliño          | Hoffenheim          | prestito                     |
| Altre operazioni |                   |                     |                              |
| R.               | Nome              | a                   | Modalità                     |
| P                | Josep Martínez    | Genoa               | prestito                     |
| D                | Frederik Jäkel    | Arminia Bielefeld   | prestito                     |
| P                | Tim Schreiber     | Holstein Kiel       | prestito                     |
| C                | Philipp Tschauner |                     | ritiro                       |
| C                | Ilaix Moriba      | Valencia            | prestito                     |
| P                | Yvon Mvogo        | Lorient             |                              |

## Risultati

### Bundesliga

#### Girone d'andata
| Arbitro: | Stieler |

|             |           |           |
| Ahamada 31’ | Marcatori | 8’ Nkunku |

| Arbitro: | Brand |

|                       |           |                               |
| Werner 36’ Nkunku 56’ | Marcatori | 40’ Dietz 72’ (aut.) Gvardiol |

| Arbitro: | Aytekin |

|                           |           |           |
| Siebatcheu 32’ Becker 38’ | Marcatori | 83’ Orban |

| Arbitro: | Brand |

|                |           |  |
| Nkunku 5’, 90’ | Marcatori |  |

| Arbitro: | Brych |

|                                        |           |  |
| Kamada 16’ Rode 22’ Tuta 67’ Borré 84’ | Marcatori |  |

| Arbitro: | Jablonski |

|                                     |           |  |
| Orban 6’ Szoboszlai 45’ Haidara 84’ | Marcatori |  |

| Arbitro: | Ittrich |

|                                    |           |  |
| J. Hofmann 10’, 35’ Bensebaini 53’ | Marcatori |  |

| Arbitro: | Badstübner |

|                                        |           |  |
| Werner 15’, 53’ Nkunku 23’ (rig.), 85’ | Marcatori |  |

| Arbitro: | Brych |

|                |           |            |
| Ingvartsen 45’ | Marcatori | 80’ Nkunku |

| Arbitro: | Osmers |

|                                   |           |                                  |
| Forsberg 25’ Diallo 30’ Orban 45’ | Marcatori | 62’ (rig.) Lukebakio 64’ Jovetić |

| Arbitro: | Schröder |

|                                            |           |                                      |
| M. Berisha 16’ Demirović 51’ R. Vargas 64’ | Marcatori | 73’ André Silva 89’ Nkunku 90’ Novoa |

| Arbitro: | Jablonski |

|                       |           |  |
| Nkunku 32’ Werner 83’ | Marcatori |  |

| Arbitro: | Petersen |

|            |           |                          |
| Rutter 50’ | Marcatori | Nkunku 17’, 57’ Olmo 69’ |

| Arbitro: | Osmers |

|                                            |           |            |
| Simakan 54’ Nkunku 45’ Forsberg 78’ (rig.) | Marcatori | 66’ Kübler |

| Arbitro: | Jöllenbeck |

|          |           |                              |
| Groß 56’ | Marcatori | 13’ André Silva 71’ Schlager |

| Arbitro: | Siebert |

|                 |           |                   |
| Halstenberg 52’ | Marcatori | 37’ Choupo-Moting |

| Arbitro: | Cortus |

|            |           |                                                                       |
| Kōzuki 56’ | Marcatori | 7’, 44’ André Silva 15’ Henrichs 45+2’ Werner 83’ Olmo 89’ Y. Poulsen |

#### Girone di ritorno
| Arbitro: | Zwayer |

|                     |           |                    |
| Szoboszlai 25’, 49’ | Marcatori | 68’ (rig.) Führich |

| Colonia 4 febbraio 2023, ore 15:30 CET 19ª giornata | Colonia  | 0 – 0 referto | RB Lipsia | RheinEnergieStadion (48 000 spett.)\| Arbitro: \| Petersen \| |
| Arbitro:                                            | Petersen |               |           |                                                               |

| Arbitro: | Schlager |

|              |           |                               |
| Henrichs 24’ | Marcatori | 61’ Haberer 72’ (rig.) Knoche |

| Arbitro: | Aytekin |

|  |           |                                          |
|  | Marcatori | 14’ Forsberg 85’ Laimer 90+2’ Szoboszlai |

| Arbitro: | Brych |

|                        |           |            |
| Werner 6’ Forsberg 40’ | Marcatori | 61’ D. Sow |

| Arbitro: | Jablonski |

|                              |           |              |
| Reus 21’ (rig.) Emre Can 39’ | Marcatori | 74’ Forsberg |

| Arbitro: | Jöllenbeck |

|                                             |           |  |
| Werner 57’ Forsberg 71’ (rig.) Gvardiol 80’ | Marcatori |  |

| Arbitro: | Stegemann |

|             |           |  |
| Mašović 48’ | Marcatori |  |

| Arbitro: | Dingert |

|  |           |                                    |
|  | Marcatori | 9’ Ingvartsen 57’ Ajorque 67’ Kohr |

| Arbitro: | Aytekin |

|  |           |             |
|  | Marcatori | 39’ Haidara |

| Arbitro: | Fitz |

|                           |           |                        |
| Kampl 10’ Werner 32’, 35’ | Marcatori | 5’ Maier 82’ R. Vargas |

| Arbitro: | Schlager |

|                      |           |  |
| Hložek 40’ Amiri 86’ | Marcatori |  |

| Arbitro: | Stieler |

|            |           |  |
| Nkunku 28’ | Marcatori |  |

| Arbitro: | Welz |

|  |           |           |
|  | Marcatori | 73’ Kampl |

| Arbitro: | Badstübner |

|                               |           |                 |
| W. Orban 87’ Szoboszlai 90+6’ | Marcatori | 70’ Bittencourt |

| Arbitro: | Aytekin (Oberasbach) |

|            |           |                                                    |
| Gnabry 25’ | Marcatori | 65’ Laimer 76’ (rig.) Nkunku 86’ (rig.) Szoboszlai |

| Arbitro: | Osmers |

|                                             |           |                                     |
| Laimer 10’ Nkunku 19’, 90+4’ Y. Poulsen 82’ | Marcatori | 28’ M. Kamiński 49’ (aut.) W. Orban |

### DFB-Pokal
| Arbitro: | Osmers |

|  |           |                                                                            |
|  | Marcatori | 19’, 20’, 43’ Werner 40’, 53’ André Silva 56’ Forsberg 77’ Nkunku 80’ Olmo |

| Arbitro: | Cortus |

|                                           |           |  |
| Poulsen 33’, 36’ Simakan 69’ Henrichs 81’ | Marcatori |  |

| Arbitro: | Dingert |

|                                   |           |             |
| Forsberg 8’ Laimer 41’ Werner 83’ | Marcatori | 76’ Dolberg |

| Arbitro: | Brych |

|                        |           |  |
| Werner 22’ Orban 90+8’ | Marcatori |  |

| Arbitro: | Jablonski |

|                 |           |                                                                 |
| Gregoritsch 75’ | Marcatori | 13’ Olmo 14’ Henrichs 37’, 90+7’ (rig.) Szoboszlai 45+1’ Nkunku |

| Arbitro: | Siebert (Berlino) |

|                           |           |  |
| Nkunku 71’ Szoboszlai 85’ | Marcatori |  |

### Champions League

#### Fase a gironi
| Arbitro: | João Pinheiro |

|             |           |                                      |
| Simakan 57’ | Marcatori | 16’, 58’ Shved 76’ Mudryk 85’ Traoré |

| Arbitro: | Mariani |

|                            |           |  |
| Valverde 80’ Asensio 90+1’ | Marcatori |  |

| Arbitro: | Eskås |

|                                 |           |          |
| Nkunku 27’ André Silva 64’, 77’ | Marcatori | 47’ Jota |

| Arbitro: | Umut Meler |

|  |           |                         |
|  | Marcatori | 75’ Werner 84’ Forsberg |

| Arbitro: | Orsato |

|                                    |           |                                   |
| Gvardiol 13’ Nkunku 18’ Werner 81’ | Marcatori | 44’ Vinícius 90+3’ (rig.) Rodrygo |

| Arbitro: | Oliver |

|  |           |                                                             |
|  | Marcatori | 10’ Nkunku 50’ André Silva 62’ Szoboszlai 68’ (aut.) Bondar |

#### Fase ad eliminazione diretta
| Arbitro: | Gözübüyük |

|              |           |            |
| Gvardiol 70’ | Marcatori | 27’ Mahrez |

| Arbitro: | Vinčić |

|                                                                       |           |  |
| Haaland 22’ (rig.), 24’, 45+2’, 53’, 57’ Gündoğan 49’ De Bruyne 90+2’ | Marcatori |  |

### Supercoppa di Germania
| Arbitro: | Schröder |

|                                            |           |                                                       |
| Halstenberg 59’ Nkunku 77’ (rig.) Olmo 89’ | Marcatori | 14’ Musiala 31’ Mané 45’ Pavard 66’ Gnabry 90+8’ Sané |

## Statistiche

### Statistiche di squadra
| Competizione           | Punti | In casa | In casa | In casa | In casa | In casa | In casa | In trasferta | In trasferta | In trasferta | In trasferta | In trasferta | In trasferta | Totale | Totale | Totale | Totale | Totale | Totale | DR  |
| Competizione           | Punti | G       | V       | N       | P       | Gf      | Gs      | G            | V            | N            | P            | Gf           | Gs           | G      | V      | N      | P      | Gf     | Gs     | DR  |
| ---------------------- | ----- | ------- | ------- | ------- | ------- | ------- | ------- | ------------ | ------------ | ------------ | ------------ | ------------ | ------------ | ------ | ------ | ------ | ------ | ------ | ------ | --- |
| Bundesliga             | 66    | 17      | 13      | 2       | 2       | 38      | 18      | 17           | 7            | 4            | 6            | 26           | 24           | 34     | 20     | 6      | 8      | 64     | 41     | +23 |
| Coppa di Germania      | -     | 4       | 4       | 0       | 0       | 17      | 1       | 2            | 2            | 0            | 0            | 7            | 1            | 6      | 6      | 0      | 0      | 24     | 3      | +20 |
| Champions League       | 12    | 4       | 2       | 1       | 1       | 8       | 8       | 4            | 2            | 0            | 2            | 6            | 9            | 8      | 4      | 1      | 3      | 14     | 16     | -2  |
| Supercoppa di Germania | -     | 1       | 0       | 0       | 1       | 3       | 5       | 0            | 0            | 0            | 0            | 0            | 0            | 1      | 0      | 0      | 1      | 3      | 5      | -2  |
| Totale                 | -     | 26      | 19      | 3       | 4       | 66      | 32      | 23           | 11           | 4            | 8            | 39           | 33           | 49     | 30     | 7      | 12     | 105    | 64     | +41 |

### Andamento in campionato
| Giornata  | 1  | 2  | 3  | 4 | 5  | 6  | 7  | 8  | 9  | 10 | 11 | 12 | 13 | 14 | 15 | 16 | 17 | 18 | 19 | 20 | 21 | 22 | 23 | 24 | 25 | 26 | 27 | 28 | 29 | 30 | 31 | 32 | 33 | 34 |
| --------- | -- | -- | -- | - | -- | -- | -- | -- | -- | -- | -- | -- | -- | -- | -- | -- | -- | -- | -- | -- | -- | -- | -- | -- | -- | -- | -- | -- | -- | -- | -- | -- | -- | -- |
| Luogo     | T  | C  | T  | C | T  | C  | T  | C  | T  | C  | T  | C  | T  | C  | T  | C  | T  | C  | T  | C  | T  | C  | T  | C  | T  | C  | T  | C  | T  | C  | T  | C  | T  | C  |
| Risultato | N  | N  | P  | V | P  | V  | P  | V  | N  | V  | N  | V  | V  | V  | V  | N  | V  | V  | N  | P  | V  | V  | P  | V  | P  | P  | V  | V  | P  | V  | V  | V  | V  | V  |
| Posizione | 10 | 12 | 11 | 9 | 11 | 10 | 12 | 11 | 11 | 10 | 8  | 6  | 6  | 5  | 3  | 5  | 3  | 3  | 4  | 5  | 5  | 4  | 4  | 3  | 5  | 5  | 4  | 4  | 5  | 5  | 3  | 3  | 3  | 3  |

Legenda:

Luogo: C = Casa; T = Trasferta. Risultato: V = Vittoria; N = Pareggio; P = Sconfitta.